# خانه خانم کیان
منزل خانم کیان مربوط به دوره قاجار است و در سبزوار، خیابان بیهق، کوچه شهید صانع زرنگ، بن‌بست سروستان واقع شده و این اثر در تاریخ ۲۷ بهمن ۱۳۷۸ با شمارهٔ ثبت ۲۵۸۵ به‌عنوان یکی از آثار ملی ایران به ثبت رسیده است. در گذشته شعبه‌ای از بانک ایران و روس در این خانه مستقر بوده است. در خانه کیان پنجره‌های دودرب چوبی به کار گرفته شده و سیستم گرمایشی خانه، بخاری روسی است.

## نگارخانه

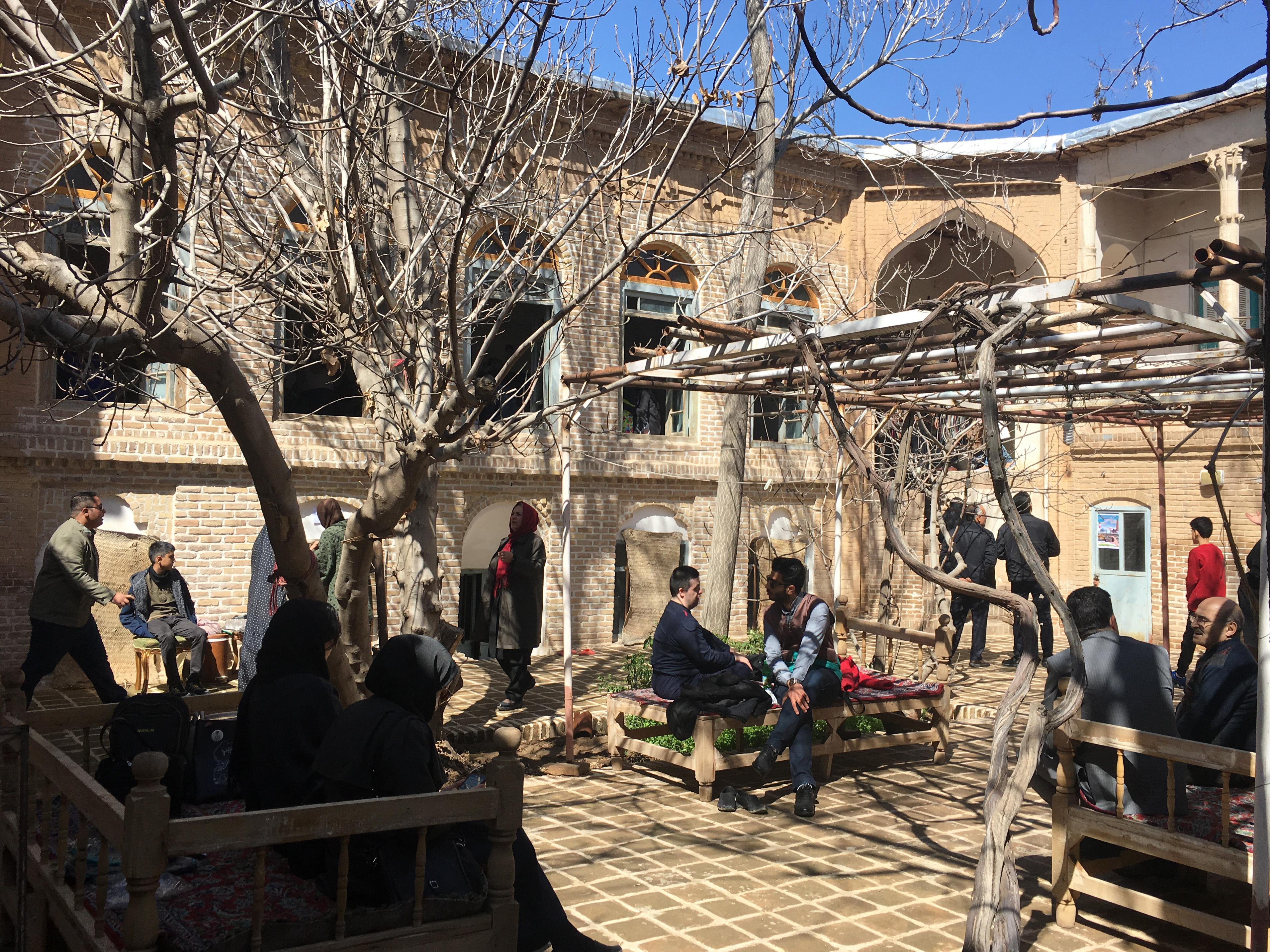
محوطه
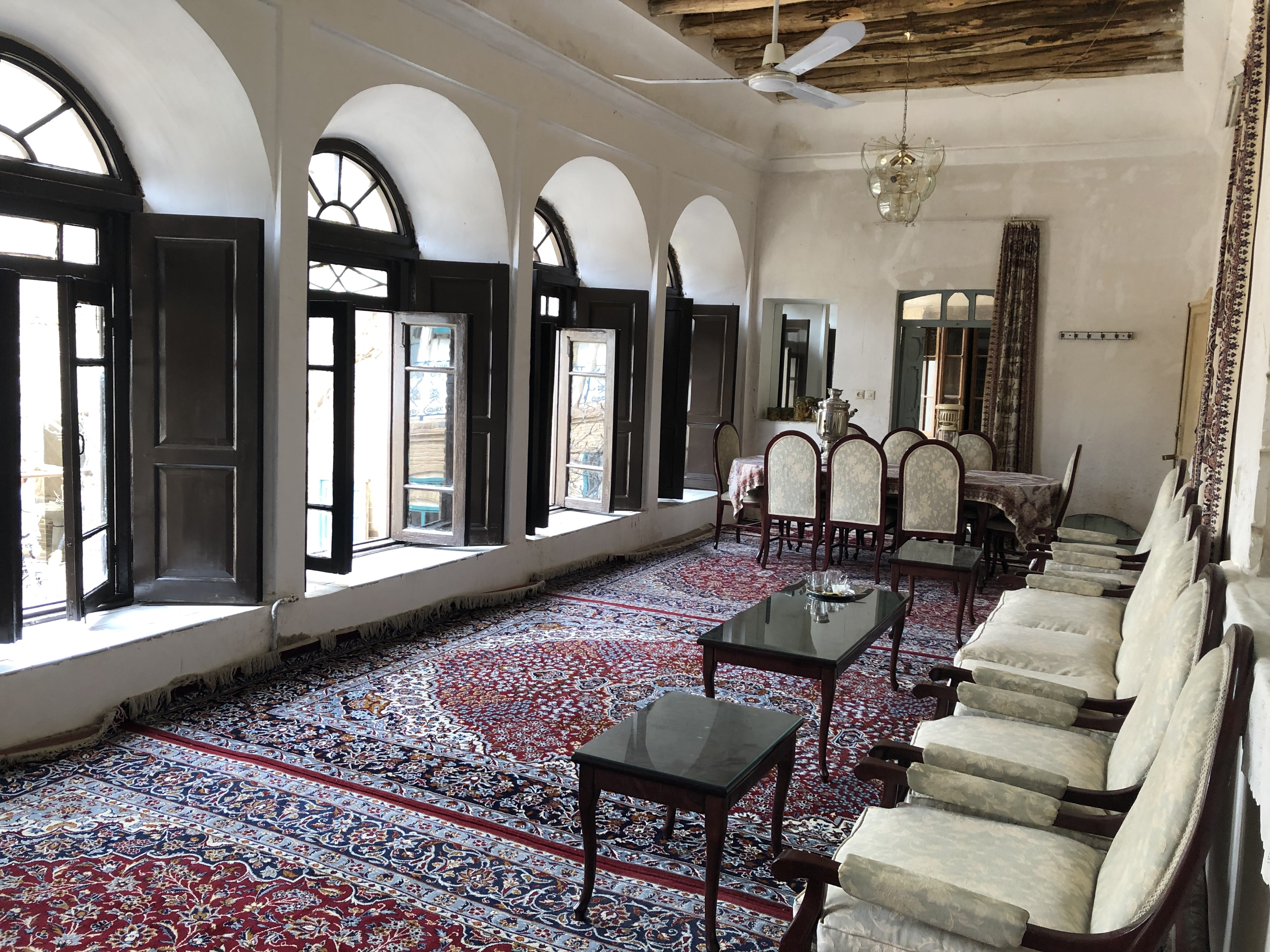
نمای داخلی
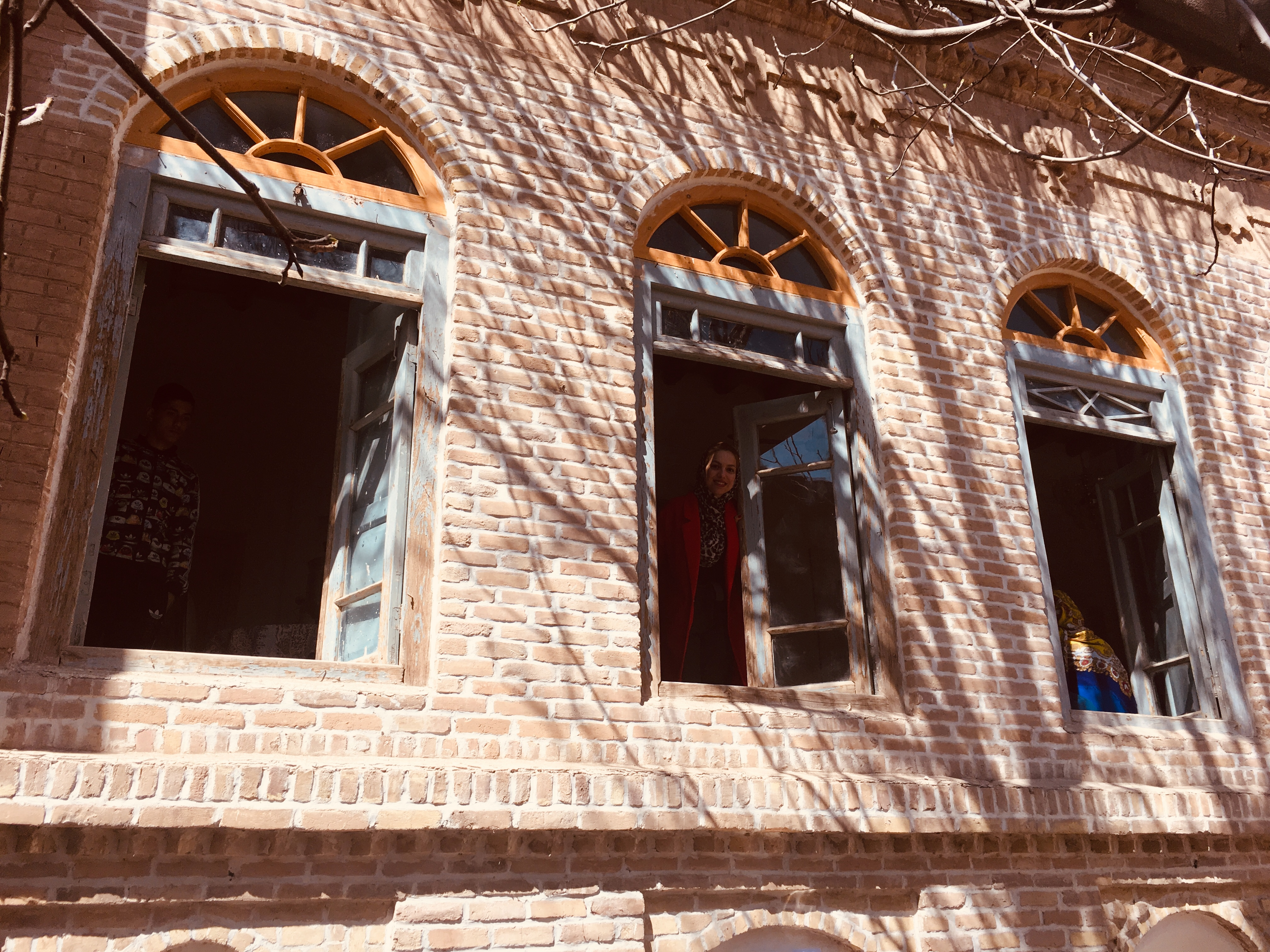